# Recolocação
Recolocação profissional é o processo pelo qual o profissional, auxiliado ou não, trabalha para conseguir novo emprego no mercado de trabalho sendo que ações podem ser realizadas neste processo como revisar seu currículo, treinar para entrevistas, saber como utilizar o networking e mais várias outras ações relacionados com os processos de busca de um novo emprego.

## Diferenças entre Outplacement e Recolocação Profissional
Embora compreenda também a recolocação profissional, a solução de outplacement é mais abrangente. Executada por empresas de recursos humanos e especialistas em gestão e transição de carreira, busca auxiliar profissionais em todas os momentos desta etapa de vida e carreira. Enquanto a recolocação profissional é o processo pelo qual o profissional trabalha para conseguir um novo emprego, o outplacement oferece o apoio emocional, de infraestrutura, como a oferta de escritório equipado, espaço de trabalho compartilhado ou de salas individuais, podendo também disponibilizar através de equipes multidisciplinares todo o apoio e orientação que o profissional precisar para reorganizar as suas finanças, planejar sua capacitação, aprimorar o relacionamento interpessoal, buscar outras fontes de renda, planejar sua aposentadoria e até mesmo viabilizar o trabalho por conta própria - autônomo, como consultor, ou iniciando o próprio negócio.
O outplacement apoia em todas as etapas do processo de transição transição de carreira. Faz parte do seu objetivo prestar ajuda e muitas vezes treinamento no preparo do currículo, preparação de entrevistas, carta de apresentação, utilização do networking e outras mais ações relacionadas com os processos de procura de um novo emprego mas envolve muito mais do que o aconselhamento ou Coaching profissional. Existem empresas, estas sim, especializadas em recolocação de carreira, que prestam serviço, em sua maioria direcionado a pessoas físicas, divulgando o perfil de profissionais para as companhias de recrutamento e seleção, e empresas de "headhunting" e a executivos de empresas com poder de decisão.
A demissão costuma desestruturar o profissional, inviabilizando ou dificultando a continuidade de sua carreira. Quando uma consultoria em "outplacement" é contratada, tem como objetivo acolher o profissional desde o momento da demissão e orientá-lo sobre a melhor maneira de recomeçar, fazendo com que repense e redimensione sua carreira. De acordo com Tiago Yonamine, especialista em recrutamento e CEO da trampos, por parte das empresas, ao proporcionar um desligamento com esse suporte, com consistência do início ao fim, elas reforçam sua marca empregadora e tornam esse processo mais profissional e humano. Além disso, o cuidado mostra que a companhia não está fechando portas e podendo recrutar em outro momento.
Depois de orientar o profissional no balanço da carreira, revendo seus objetivos pessoais e profissionais e definindo sua área de atuação, em um novo emprego ou um negócio próprio, a consultoria em outplacement auxilia o profissional a desenvolver a sua rede de contatos e relacionamento (networking), cuidar desta rede e trabalhar técnicas de marketing pessoal e de negociação. Incentiva, ainda, a busca do aperfeiçoamento e do desenvolvimento contínuo do candidato.
A decisão de contratar ou não uma consultoria de recursos humanos está vinculada a quanto esse profissional se sente seguro em relação aos seu desempenho nas várias etapas dos processos de busca de emprego, bem como ao custo e idoneidade da empresa que pode lhe oferecer os  tais serviços. Há que se tomar cuidado com empresas que aplicam golpes em candidatos que supostamente lhes oferecem vagas que não existem para depois lhes oferecer consultoria.